# Dendragapus
Dendragapus es un género de aves galliformes de la familia Phasianidae que habitan en Norteamérica y el noreste de Asia.

## Especies
El género Dendragapus incluye dos especies:
- Dendragapus obscurus
- Dendragapus fuliginosus